# 베노 구텐베르크

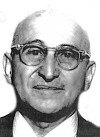

베노 구텐베르크(Beno Gutenberg, 1889년 6월 4일 ~ 1960년 1월 25일)는 독일 태생의 미국 지진학자이다.

## 연구
구텐베르크의 지진학 연구는 미지진의 기원에 관한 문제에서 출발했다. 구텐베르크는 낮은 속도의 지진파에 대한 주시 곡선과 지진파가 도달하지 않는 암영대의 탐색에서, 성질이 매우 다른 핵이 지구 내부에 있다는 것을 발견하고, 그 깊이가 약 2,900km라는 것도 정확하게 계산해냈다. 또한 진앙과 진원을 결정하는 방법을 개량했으며, 지진에서 에너지·강도·규모의 관계도 밝혀냈다. 그는 세밀하게 지진의 관측 자료를 분석해 지각 이동의 근원 지역으로 알려진 상부 맨틀 안에 있는 저속도층을 처음으로 확인했다. 또한 깊이에 따른 주요 지진 지역과 지진의 발생 빈도에 대한 조사를 거쳐 지진의 유형을 결정하기도 했다.

## 같이 보기
- 지진 활동
- 구텐베르크 불연속면
- 지진 규모